# Liste der Mitglieder des Provinziallandtags der Provinz Westfalen (1. Sitzungsperiode)
Diese Liste gibt einen Überblick über die Mitglieder des Provinziallandtags der preußischen Provinz Westfalen in der ersten Sitzungsperiode 1826. Die Wahldauer betrug sechs Jahre. Alle drei Jahre wurde die Hälfte der Abgeordneten neu gewählt. Da dies der erste Landtag war, wurden die ausscheidenden Abgeordneten nach drei Jahren durch das Los bestimmt. Daher waren die Abgeordneten des ersten Landtags auch die Abgeordneten der zweiten Sitzungsperiode 1828.

## Die erste Wahl zum Provinziallandtag
Rechtsgrundlage für die Wahl des ersten Provinziallandtags war das „Gesetz wegen Anordnung der Provinzialstände für die Provinz Westfalen“ vom 27. März 1824. Dieses enthielt grundsätzliche Regelungen über Zusammensetzung des Parlamentes und die Wählbarkeit in den einzelnen Kurien. Genau Regelungen über die Durchführung der Wahl fehlten aber. Die Ausführungsvorschriften wurden aber erst am 13. Juli 1827 veröffentlicht. Daher gab es mehrere Verordnungen des Königs, der Immediatskommission für die ständischen Angelegenheiten oder des Oberpräsidenten, die durch die Amtsblätter der Regierungen veröffentlicht wurden und die Details zur Wahl regelten.
Am 14. November 1825 wurde Oberpräsident Ludwig von Vincke zum königlichen Landtagskommissar ernannt. Am gleichen Tag wurden die „Vorschriften für die Einberufung der Provinzialstände“ durch das Staatsministerium veröffentlicht. Diese Vorschriften regelten das Vorgehen bezüglich der Wähler und der Gewählten. Am 19. November 1925 folgen die „Instruktionen für den kgl. Landtagskommissarius“ mit Regelungen bezüglich der Wahldurchführung. Am 14. Dezember 1825 ernannte von Vincke die Landräte zu Wahlkommissaren und ließ am 17. Dezember die „Vorschriften“ und weitere Regelungen in den Amtsblättern der Regierungen Arnsberg, Minden und Münster veröffentlichen.
Besonders konfliktbehaftet waren die Wahlen im Ritterstand. Das Gesetz wegen Anordnung der Provinzialstände hatte in § 8 bestimmt, dass einerseits die Besitzer ehemaliger landtagsfähiger Güter mit einer Jahresgrundsteuer von 75 Talern (Absatz 1) und andererseits alle Gutsbesitzer mit einer Jahresgrundsteuer von 150 Talern wahlberechtigt sein sollten (Absatz 2). Hintergrund war, dass nicht in allen Teilen der Provinz früher Landstände bestanden hatten. Ohne den Absatz 2 wäre die Ritterschaft dieser Landesteile dann nicht auf dem Landtag vertreten gewesen. Der reduzierte Zensus für die ehemals landtagsfähigen Güter sollte dazu dienen, dass möglichst alle davon auch nun wahlberechtigt waren.
Diese Regelungen waren mehrfach dazu geeignet, Unfriede zu stiften. Die Grundsteuer erwies sich als schlechter Anknüpfungspunkt für einen Zensus: In den Vorgängerstaaten waren sehr unterschiedliche Steuermodelle im Einsatz gewesen. Zur Vereinheitlichung der Grundsteuer sollte eine Katastrierung des Grundbesitzes in der Provinz erfolgen. Diese war aber nicht abgeschlossen (die Ergebnisse sollten gemäß Kabinettsorde vom 4. September und 7. Oktober jeweils den Provinzialständen zur Beratung vorgelegt werden). Es war auch nicht geregelt, auf welches Jahr sich die Steuer beziehen sollte (später wurde 1824 als Normaljahr festgelegt). So war z. B. einer der zweitgrößte Grundeigentümer des Regierungsbezirks Minden, Karl von der Horst, formal nicht wahlberechtigt: Er war Eigentümer der beiden für den Mindener Landtag früher berechtigten Rittergüter Halden und Hollwinkel. Keines der beiden war aber in der Franzosenzeit mit 75 Talern besteuert worden. In einer Einzelfallentscheidung erklärte der König ihn dennoch für wahlberechtigt.
Noch größeren Unmut rief die Ungleichheit des Zensus von Absatz 1 und Absatz 2 hervor. Die „Vorschriften“ erklärten daher den Absatz 2 für aufgehoben, wahlberechtigt waren Gutsbesitzer nur nach Absatz 1. Damit sank die Zahl der Güter, deren Besitz zur Wahl berechtigte auf 371. Da viele Gutsbesitzer mehrere Güter besaßen, waren 193 Gutsbesitzer übrig, von denen nur 121 Wahlberechtigte übrig blieben, nachdem die persönlichen Wahlberechtigungen (30 Jahre Mindestalter, christliche Konfession, Besitz des Gutes über 10 Jahre) angewendet wurden. Diese 121 Wahlberechtigten wählen bis Ende Januar 1826 in direkter und geheimer Wahl 20 Abgeordnete und 20 Stellvertreter. Etwa ein Drittel der Wahlberechtigten nahm an der Wahl nicht teil.
Die Wahl für die Vertreter der Städte wurde in indirekter Wahl durchgeführt. Die „Vorschriften“ regelten, dass in den Städten, die alleine einen Abgeordneten stellten wurden je 50 wahlberechtigte Einwohner ein Wahlmann gewählt wurde. Diejenigen Einwohner waren für Wahl der Wahlmänner stimmberechtigt, die 2 Taler Grundsteuer oder 5 Taler Gewerbesteuer gezahlt hatten. In den gemeinschaftlichen Städten wurde je ein Wahlmann auf 150 Einwohner gewählt. Hier lag der Zensus höher und betrug je nach Steuerklasse der Städte zwischen 8 und 24 Talern.
Hier waren eine Reihe von Einzelfragen offen geblieben. Dem Wortlaut der Vorschriften nach waren Frauen nicht von der Wahl ausgeschlossen. Entsprechend wurde von Vincke die Frage vorgelegt, wie mit dem Wahlrecht von Frauen, die die persönlichen Voraussetzungen (30 Jahr, unbescholten, christliche Konfession und Erfüllung des Zensus) erfüllten, umgegangen werden solle. Wie in der damaligen Zeit üblich wurden diese Frauen nicht zur Wahl eingeladen, auch ihre Ehemänner konnten nicht an ihrer Stelle die Wahl ausüben (es sei den, die Eheleute hatten den Güterstand der Gütergemeinschaft gewählt). Strittig war das Wahlrecht von Unternehmern, die gemeinsam ein Unternehmen betrieben und das gemeinsame Unternehmen den Zensus erfüllte. Die Stadt Rittberg erhob keine Grundsteuer, sondern finanzierte sich durch andere Abgaben. Rein formal gab es damit dort keine Wähler, die den Zensus erfüllten.
Die Wahlen im vierten Stand wurden zweistufig ausgeführt. Je 50 Einwohner wurde zunächst ein Wähler gewählt. Die Wähler (Zensus: 6 Reichstaler) wählten Bezirkswähler (je 10 Wähler einen). Diese Bezirkswähler mussten einen Zensus von 12 Talern erfüllen und reisten in die Kreisstadt, um dort den Abgeordneten zu wählen (hier waren 25 Taler gefordert). Da dies sehr aufwändig war, verordnete von Vincke, dass die Zwischenstufe der Bezirkswähler ausfallen sollte. Diese Maßnahme wurde aber vom Staatsministerium aufgehoben; es blieb bei der Zweistufigkeit. Auch hier waren Einzelfragen zu klären: So zahlten Bergwerksbesitzer keine Gewerbesteuer, sondern einen Zehnten und Freituxe. Sie gehörten zwar zu den Reichsten, waren aber so nicht wahlberechtigt. Im vierten Stand, der ja erstmals auf Landtagen vertreten war, lag die Wahlbeteiligung am höchsten. Mitte Mai 1826 waren die Wahlen abgeschlossen.

## Liste der Abgeordneten
| Kurie                        | Wahlbezirk          | Wahlkreis                               | Abgeordneter                                         | Anmerkung | Stellvertreter |
| ---------------------------- | ------------------- | --------------------------------------- | ---------------------------------------------------- | --- | --- |
| Stand der Herren und Fürsten | ./.                 | Herzog von Arenberg                     | Prosper Ludwig (Arenberg)                            | | |
| Stand der Herren und Fürsten | ./.                 | Salm-Salm                               | Konstantin zu Salm-Salm                              | Nachdem Friedrich IV. zu Salm-Kyrburg seine Hoheitsrechte 1825 an Salm-Salm abgetreten hatte, entfiel die eigentlich vorgesehene Virilstimme für Salm-Kyrburg | |
| Stand der Herren und Fürsten | ./.                 | Fürst von Sayn-Wittgenstein-Berleburg   | Albrecht zu Sayn-Wittgenstein-Berleburg              | | |
| Stand der Herren und Fürsten | ./.                 | Sayn-Wittgenstein-Wittgenstein          | Fürst Friedrich Karl zu Sayn-Wittgenstein-Hohenstein | | |
| Stand der Herren und Fürsten | ./.                 | Kaunitz-Rietberg                        | Fürst Aloys von Kaunitz-Rietberg                     | | |
| Stand der Herren und Fürsten | ./.                 | Bentheim-Tecklenburg                    | Fürst Emil Friedrich I. von Bentheim-Tecklenburg     | | |
| Stand der Herren und Fürsten | ./.                 | Bentheim-Steinfurt                      | Fürst Alexius zu Bentheim und Steinfurt              | | |
| Stand der Herren und Fürsten | ./.                 | Salm-Horstmar                           | Fürst Wilhelm Friedrich zu Salm-Horstmar             | | |
| Stand der Herren und Fürsten | ./.                 | Herzog von Looz                         | Herzog Joseph Arnold von Looz-Corswarem              | | |
| Stand der Herren und Fürsten | ./.                 | Herzog von Croy                         | Alfred von Croÿ                                      | | |
| Stand der Herren und Fürsten | ./.                 | Herrschaften Cappenberg und Scheda      | Graf Heinrich Friedrich Karl vom und zum Stein       | Provinziallandtagsmarschall | |
| Ritterschaft                 | Minden-Ravensberg   | ./.                                     | Karl von der Horst                                   | zu Haldem | Franz von Borries zu Bielefeld |
| Ritterschaft                 | Minden-Ravensberg   | ./.                                     | Graf Franz von Korff gen. Schmising-Kerssenbrock     | zu Brimcke | von der Busche-Münch-Benkhausen |
| Ritterschaft                 | Paderborn           | ./.                                     | Philipp von Wolff gen. Metternich                    | zu Wehrden | von Brenken zu Erpernburg |
| Ritterschaft                 | Paderborn           | ./.                                     | Graf Wilhelm von Mengersen                           | zu Rehder | Rinteln zu Borgholz |
| Ritterschaft                 | Paderborn           | ./.                                     | Graf Hermann von Bocholtz-Asseburg                   | zu Hinnenburg | von der Borch zu Holzhausen |
| Ritterschaft                 | Herzogtum Westfalen | ./.                                     | Friedrich Wilhelm von Schorlemer                     | zu Heringshausen | von Hörde zu Schwarzenraben |
| Ritterschaft                 | Herzogtum Westfalen | ./.                                     | Friedrich von Wrede                                  | zu Meschede | von Droste-Padberg zu Padberg |
| Ritterschaft                 | Herzogtum Westfalen | ./.                                     | Franz Egon Philipp von Fürstenberg-Herdringen        | zu Herdringen | von Schade zu Ahausen |
| Ritterschaft                 | Mark                | ./.                                     | Friedrich von Hövel                                  | zu Herbeck | von Berswordt-Wallrabe zu Weitmar |
| Ritterschaft                 | Mark                | ./.                                     | Heinrich Friedrich Karl vom und zum Stein            | zu Cappenberg, ab dem zweiten Landtag verfügte er über eine Virilstimme (siehe Eintrag oben)                                                                  | Clemens von Lilien-Borg zu Borg, nahm daher ab 1828 an den Provinziallandtagen teil                                                                                 |
| Ritterschaft                 | Mark                | ./.                                     | Gisbert von Romberg                                  | zu Brünninghausen | von Sydow zu Westhusen |
| Ritterschaft                 | Mark                | ./.                                     | Gisbert von Bodelschwingh-Plettenberg                | zu Bodelschwingh | Graf Recke von Dolmarstein zu Overdyk |
| Ritterschaft                 | Mark                | ./.                                     | Friedrich von Syberg                                 | zu Busch | von Asbeck zu Leithe |
| Ritterschaft                 | Ost-Münster         | ./.                                     | Freiherr Friedrich Anton Johann Nepomuk von Korff    | zu Harkotten | von Droste-Hülshof zu Hülshof |
| Ritterschaft                 | Ost-Münster         | ./.                                     | Ferdinand August Graf von Merveldt                   | zu Lembeck | von Droste-Senden zu Senden |
| Ritterschaft                 | Ost-Münster         | ./.                                     | Maximilian von Ketteler                              | zu Harkotten | von Twickel zu Rorup |
| Ritterschaft                 | Ost-Münster         | ./.                                     | Maximilian Frederik Hendrik von Korff gen. Schmising | zu Lette | von Heeremann zu Surenburg |
| Ritterschaft                 | West-Münster        | ./.                                     | Adolf Heidenreich Droste zu Vischering               | Erbdrost zu Darfeld | Graf Wilhelm von und zu Westerholt und Gysenberg nahm 1826 nach dem Tod von Droste zu Vischering als Stellvertreter und 1828 als reguläres Mitglied am Landtag teil |
| Ritterschaft                 | West-Münster        | ./.                                     | Clemens August von Twickel                           | zu Havixbeck | von Oer zu Engelborg |
| Ritterschaft                 | West-Münster        | ./.                                     | Ignaz von Landsberg-Velen und Gemen                  | zu Vehlen | von Merode zu Merfeld |
| Städte                       | Minden-Ravensberg   | Stadt Minden                            | Friedrich Wilhelm Seidel (Seydel)                    | aus Minden | J. Hempel aus Minden |
| Städte                       | Minden-Ravensberg   | Stadt Herford                           | Friedrich Wilhelm Schrewe                            | aus Herford, nicht am Landtag 1826 teilgenommen | Johann Diedrich Kielbeck aus Herford, hat als Stellvertreter am Landtag 1826 teilgenommen                                                                           |
| Städte                       | Minden-Ravensberg   | Stadt Bielefeld                         | Johann Daniel Delius                                 | aus Bielefeld | Bertelsmann aus Bielefeld |
| Städte                       | Minden-Ravensberg   | übrige Städte                           | Friedrich Wilhelm Delius                             | aus Versmold | W. Kisker zu Halle |
| Städte                       | Paderborn           | Stadt Paderborn                         | Bartholomäus Meyer                                   | aus Paderborn | Schröder aus Paderborn |
| Städte                       | Paderborn           | übrige Städte                           | Wilhelm Anton Ludowici                               | aus Brakel | Joseph Wolf aus Driburg |
| Städte                       | Herzogtum Westfalen | Stadt Siegen                            | August Hanekroth                                     | aus Siegen | H. Meinhard aus Siegen |
| Städte                       | Herzogtum Westfalen | Stadt Hamm                              | Heinrich Christian Quade                             | aus Hamm | Strücker aus Hamm |
| Städte                       | Herzogtum Westfalen | übrige Städte                           | Peter Ulrich                                         | aus Brilon | Schäfer in Meschede |
| Städte                       | Mark                | Stadt Iserlohn                          | Johann Hermann Schmidt sen.                          | aus Iserlohn | Joh. Quincke in Iserlohn |
| Städte                       | Mark                | Stadt Dortmund                          | Arnold Buchholz                                      | aus Dortmund | C. Feschner in Dortmund |
| Städte                       | Mark                | Stadt Soest                             | Friedrich von Viebahn                                | aus Soest | G. Plange in Soest |
| Städte                       | Mark                | Stadt Hagen                             | Carl Ludwig Christian Dahlenkamp                     | aus Hagen | D.C. Riepe in Hagen |
| Städte                       | Mark                | übrige Städte                           | Johann Gottfried Wilhelm Overweg                     | aus Unna | J.D.P Huel aus Herdecke |
| Städte                       | Ost-Münster         | Stadt Münster                           | Johann Hermann Hüffer                                | aus Münster | C. A. Schmedding in Münster |
| Städte                       | Ost-Münster         | Stadt Münster                           | Ignatz Hermann Joseph Goesen                         | aus Münster | W. Moll in Münster |
| Städte                       | Ost-Münster         | Stadt Warendorf                         | Carl Rollmann                                        | aus Warendorf | B. Zurstraßen in Warendorf |
| Städte                       | Ost-Münster         | übrige Städte                           | Anton Christop Böhmer                                | aus Telgte | K. Rietbrock aus Lengrich |
| Städte                       | West-Münster        | Stadt Recklinghausen                    | Alois Joseph Wulff                                   | aus Recklinghausen | C. Hofmann in Recklinghausen |
| Städte                       | West-Münster        | übrige Städte                           | Caspar Adolph Winters                                | aus Borken | R. Rothmann in Burgsteinfurt |
| Landgemeinden                | Minden-Ravensberg   | Kreis Minden                            | Friedrich Meinert                                    | Kolon in Rothenuffeln | Kolon Voigt in Kleinenbremen |
| Landgemeinden                | Minden-Ravensberg   | Kreis Rahden                            | Georg Friedrich Wilhelm Rohlfing                     | Kolon in Ströhen | Kolon Hovemeyer in Nettestädt |
| Landgemeinden                | Minden-Ravensberg   | Kreise Bünde und Herford                | Karl Friedrich Meyer                                 | Kolon zu Spradow | Kolon Kruse in Bermbeck |
| Landgemeinden                | Minden-Ravensberg   | Kreise Bielefeld, Halle und Wiedenbrück | Zacharias Kahrmann                                   | Kolon in Umhausen | Kolon Meyer in Stieghorst |
| Landgemeinden                | Paderborn           | Kreise Paderborn und Büren              | Matthias Gödde                                       | in Büren | A. Hauptmann in Ostenland |
| Landgemeinden                | Paderborn           | Kreise Brackel, Warburg und Höxter      | Franz Hermann Sarrazin                               | in Brenkhausen | Waldeyer in Schmechten |
| Landgemeinden                | Herzogtum Westfalen | Kreise Lippstadt und Brilon             | Gottfried Langenohl gen. Borgschulte                 | in Merlinghausen | A. Böhmer gen. Sobberingschulte in Völlinghausen |
| Landgemeinden                | Herzogtum Westfalen | Kreise Wittgenstein, Siegen und Olpe    | Johann Friedrich Joseph Sommer                       | in Kirchhundem | Dietz in Netphen |
| Landgemeinden                | Herzogtum Westfalen | Kreise Arnsberg und Eslohe              | Franz Anton Thüsing                                  | in Brenschede | Terstesse in Steffe |
| Landgemeinden                | Mark                | Kreise Soest und Hamm                   | A. Schmitz                                           | in Meyerse | Franz Schulte Kotten in Ostbühren |
| Landgemeinden                | Mark                | Kreise Dortmund und Bochum              | Johann Heinrich Schulte Witten                       | in Dorstedt | Kolon Lange in Leithe |
| Landgemeinden                | Mark                | Kreise Iserlohn und Altena              | Friedrich Wilhelm Ebbinghaus                         | in Niederhemer | Diedr. Althoff in Ergste |
| Landgemeinden                | Mark                | Kreis Hagen                             | Moritz Heilenbeck                                    | in Heilenbeck | C. Spannagel in Dörde |
| Landgemeinden                | Ost-Münster         | Kreis Tecklenburg                       | Johann Rudolf Wulff                                  | Kolon in Lotte | Kolon Arn. Stapenhorst in Lengrich |
| Landgemeinden                | Ost-Münster         | Kreis Münster                           | Johann Christian Biederlack                          | in Greven | Schulte Osterhoff in Nienberge |
| Landgemeinden                | Ost-Münster         | Kreise Warendorf und Beckum             | Johann Heinrich Schulte Twillmann                    | in Füchtorf | Kolon Gravenkamp in Alt-Warendorf |
| Landgemeinden                | Ost-Münster         | Kreis Lüdinghausen                      | Franz Joseph Adolph Heinrich Schulze Pellengahr      | Schulte in Ascheberg | Schulte Forsenbeck in Lüdinghausen |
| Landgemeinden                | West-Münster        | Kreis Recklinghausen                    | Friedrich Devens                                     | auf Haus Knippenburg | Schulte Drewer in Drewer |
| Landgemeinden                | West-Münster        | Kreise Borken und Ahaus                 | Christian Philipp Bispinck                           | in Wüllen | Engelb. Busch in Legden |
| Landgemeinden                | West-Münster        | Kreise Coesfeld und Steinfurt           | Caspar Bisping                                       | in Mesum | August Berning in Dülmen |